# Fake?
FAKE? es un proyecto musical liderado por el cantante británico Ken Lloyd y el guitarrista japonés Inoran. La agrupación mezcla rock alternativo con elementos de sonidos electrónicos. La mayoría de las letras están en inglés, con algo de japonés entre ellas. Esto se debe a que Ken Lloyd es mitad japonés, mitad británico.

## Historia
A finales de 2001, Ken Lloyd (Oblivion Dust) como vocalista y INORAN (Luna Sea) como guitarrista, formaron Fake?, aunque no empezarían a actuar y lanzar discos hasta 2002. Sus mayores éxitos vinieron con su debut, "Taste Maximum" del disco Breathe In..., y su siguiente disco, Tomorrow Today, con su sencillo "Here We Go". En 2004 sale su primer DVD del concierto Stepping Stone Extra Date para poco después sacar "Praise" como canción de opening para el anime Aqua Kids y un nuevo disco, The Art of Losing Touch. Además Inoran formaría un grupo especial y supuestamente de corta duración llamado Tourbillon junto a su excompañero de Luna Sea, Ryuchi Kawamura y H. Hayama.
En el 2005 sacaron el sencillo "Pulse", que fue segunda apertura del anime Onmyou Taisenki, y el álbum Made With Air. En el verano, Inoran anunció que abandonaría FAKE? y que Tourbillon se convertiría en un grupo oficial, además de continuar su carrera como solista. El japonés abandonó la banda en octubre de ese año por diferencias musicales. Ken Lloyd anunció que el grupo continuaría y poco después lanzó el DVD Live Tour? Shibuya-AX, que fue la última grabación del tour con Inoran junto con un álbum de grandes éxitos autitulado FAKE?.
En febrero de 2006, Ken tuvo su primer concierto como integrante único de FAKE? y tiempo después lanzó el álbum Songs From Beelzebub y realizó una pequeña gira promocional en el verano. En noviembre del mismo año, lanzó un DVD en vivo y el álbum Marilyn is a Bubble. Desde entonces, han dado sólo un par de conciertos, pues Ken Lloyd se está centrando en el regreso de Oblivion Dust, sin embargo, ha declarado que está en proceso un nuevo álbum de FAKE?.

## Discografía

### Álbumes
- Breathe In... / Aspirar (July 10, 2002)
- Tomorrow Today / Mañana hoy (January 22, 2003)
- The Art of Losing Touch / el arte de perder el contacto (June 23, 2004)
- Made With Air / Hecho con el aire (June 17, 2005)
- FAKE? Best Album / FAKE: lo mejor del álbum (December 21, 2005)
- Songs From Beelzebub / Canciones de Belcebú (May 24, 2006)
- Marilyn is a Bubble / Marilyn es una burbuja (November 22, 2006)
- Switching On X / encender en X (February 24, 2010)

### Miniálbumes
- New Skin (13 de marzo de 2004)

### Sencillos
- "Taste Maximum" (February 27, 2002)
- "Someday" (May 22, 2002)
- "Here We Go" (December 11, 2002)
- "Praise" (April 21, 2004)
- "Just Like Billy" (November 25, 2004)
- "Pulse" (March 16, 2005)
- "Pulse" (English Version) (April 1, 2005)

### DVD
- Stepping Stone Extra Date (June 3, 2004)
- www.hedfuc.com (November 25, 2004)
- Tour of Losing Touch Shibuya-Ax (December 22, 2004)
- Live Tour ? Final at Shibuya-Ax (December 21, 2005)
- Live From Beelzebub Tour (November 22, 2006)
- Used to be a bad thing's PV (limited DVD for whose attended any gig of LIVE WITH MARILYN)

### Bonus Songs
- "Disco" (Death Club mix) remixed by K.A.Z.
- "Retina" (Dilated Pupils mix) remixed by "Shigeo" (Mold, the Samos)
- "Closer to Marilyn" (The Other Dimension) remixed by "d-kiku"